# Biserica reformată din Dăbâca
Biserica reformată din Dăbâca este un monument istoric aflat pe teritoriul satului Dăbâca; comuna Dăbâca.

## Localitatea
Dăbâca (în maghiară Doboka) este satul de reședință al comunei cu același nume din județul Cluj, Transilvania, România. Prima menționare documentară este din anul 1064. Satul medieval se afla la aproximativ un kilometru și jumătate de centrul așezării de astăzi.

## Biserica
Biserica reformată din Dăbâca a fost construită în 1742 de văduva lui István Káli Kun, Zsófia Keserű. Cu toate acestea forma lăcașului de cult este una tipic medievală. Nu este o coincidență. Localitatea avea două biserici medievale. Biserica mai veche, închinată Sf. Elisabeta, data de la începutul secolului al XIII-lea și se afla în apropierea castelului. A fost distrusă în jurul anului 1730, iar ruinele sale au fost transformate în grânarul grofului Kornis.
Cealaltă era închinată Fecioarei Maria și a fost folosită de reformați, dar era deja în ruină la începutul anilor 1700. Biserica actuală a fost construită urmând forma bisericii medievale și folosind parțial materialul de construcție al acesteia. Se mai păstrează portalul renascentist al bisericii medievale. Biserica a fost renovată în anul 1867.

## Imagini din exterior

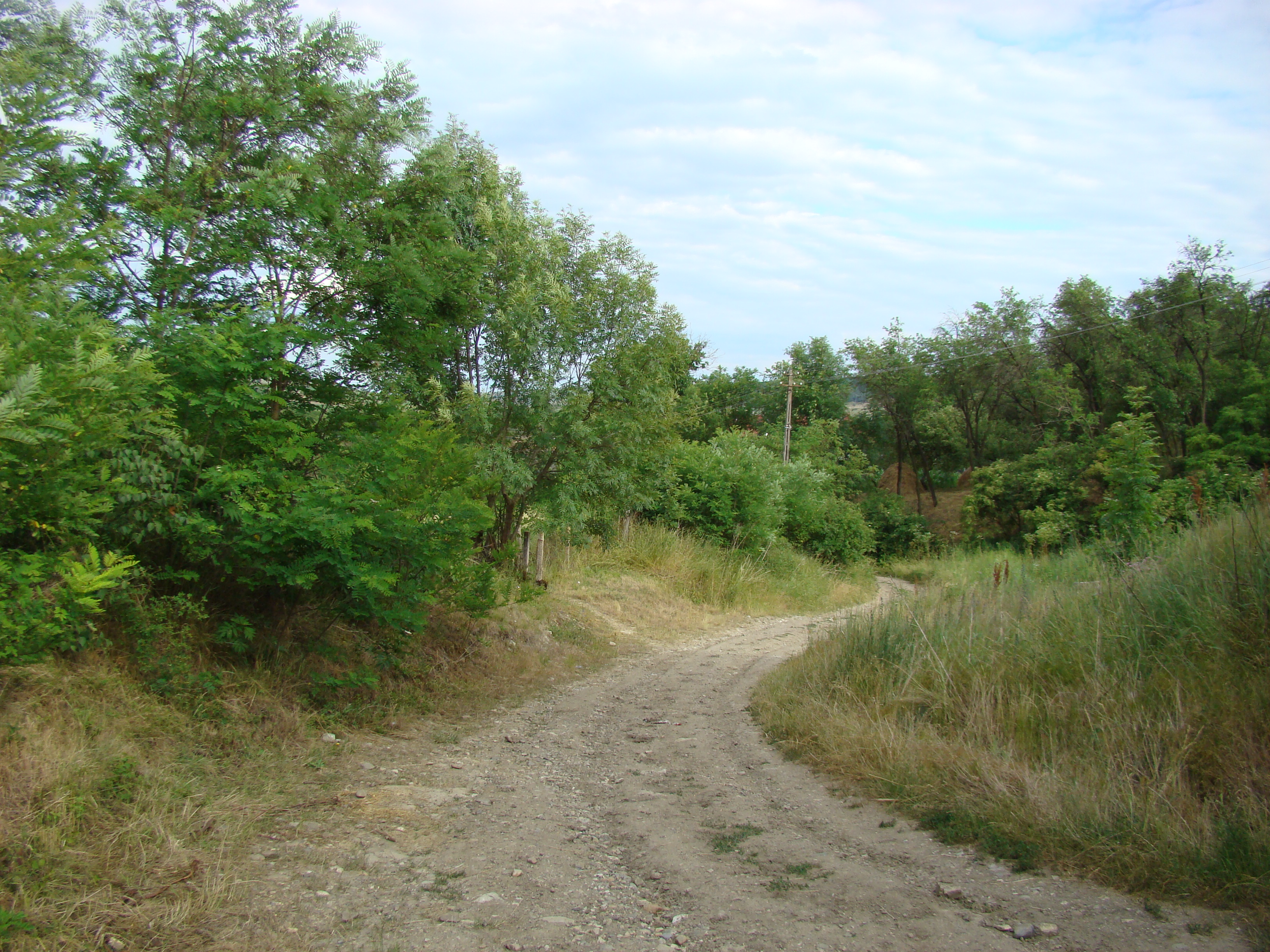
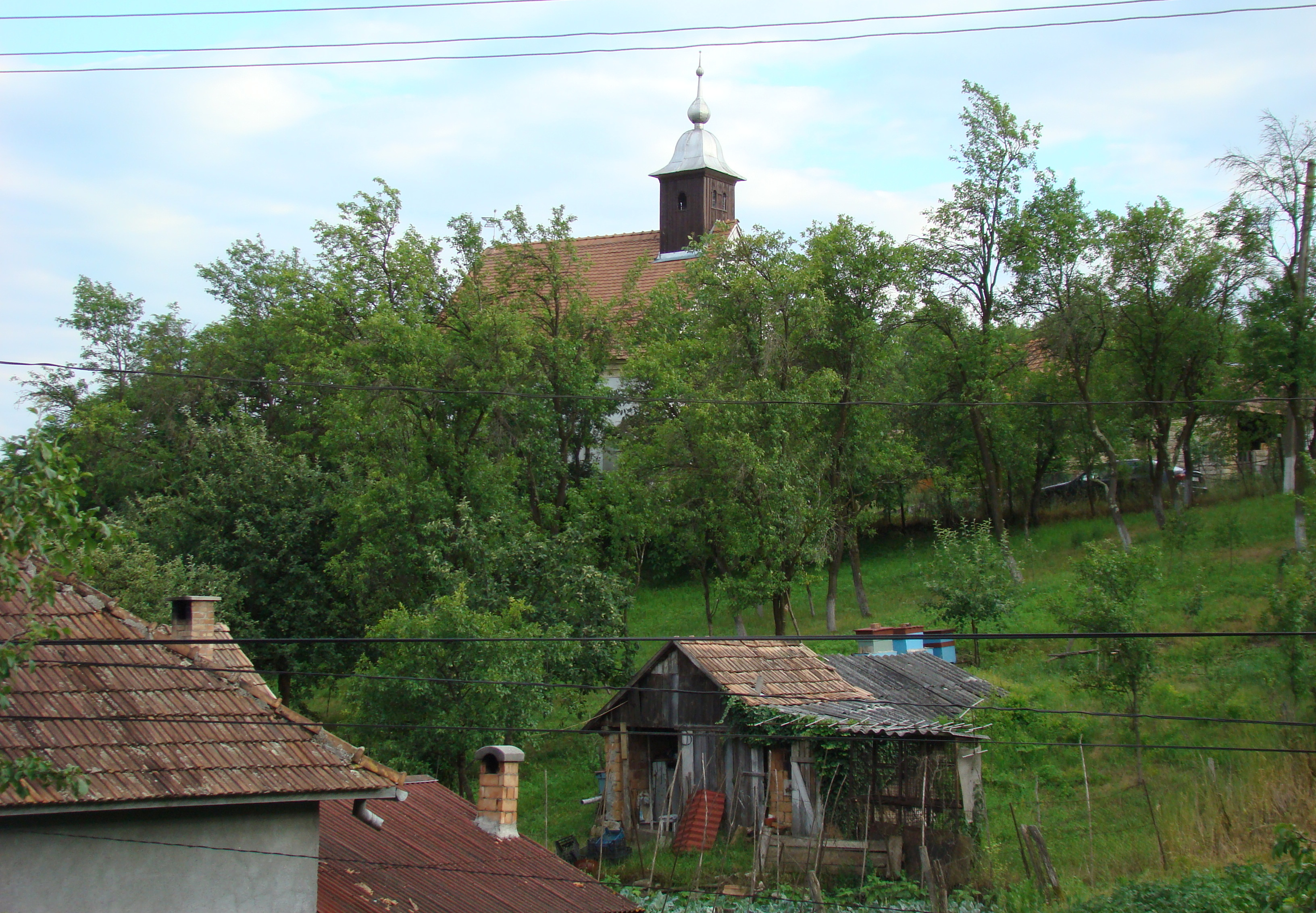
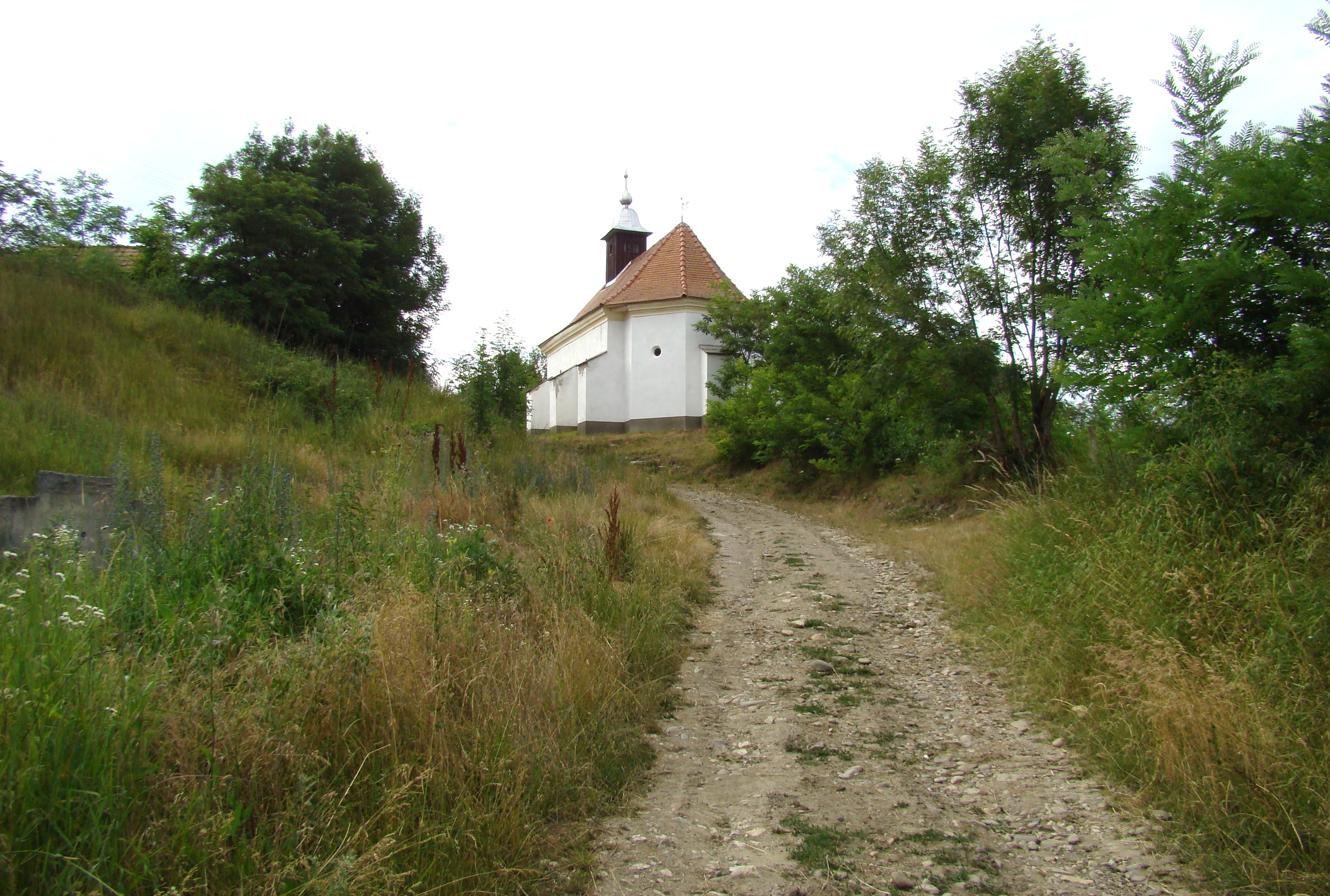
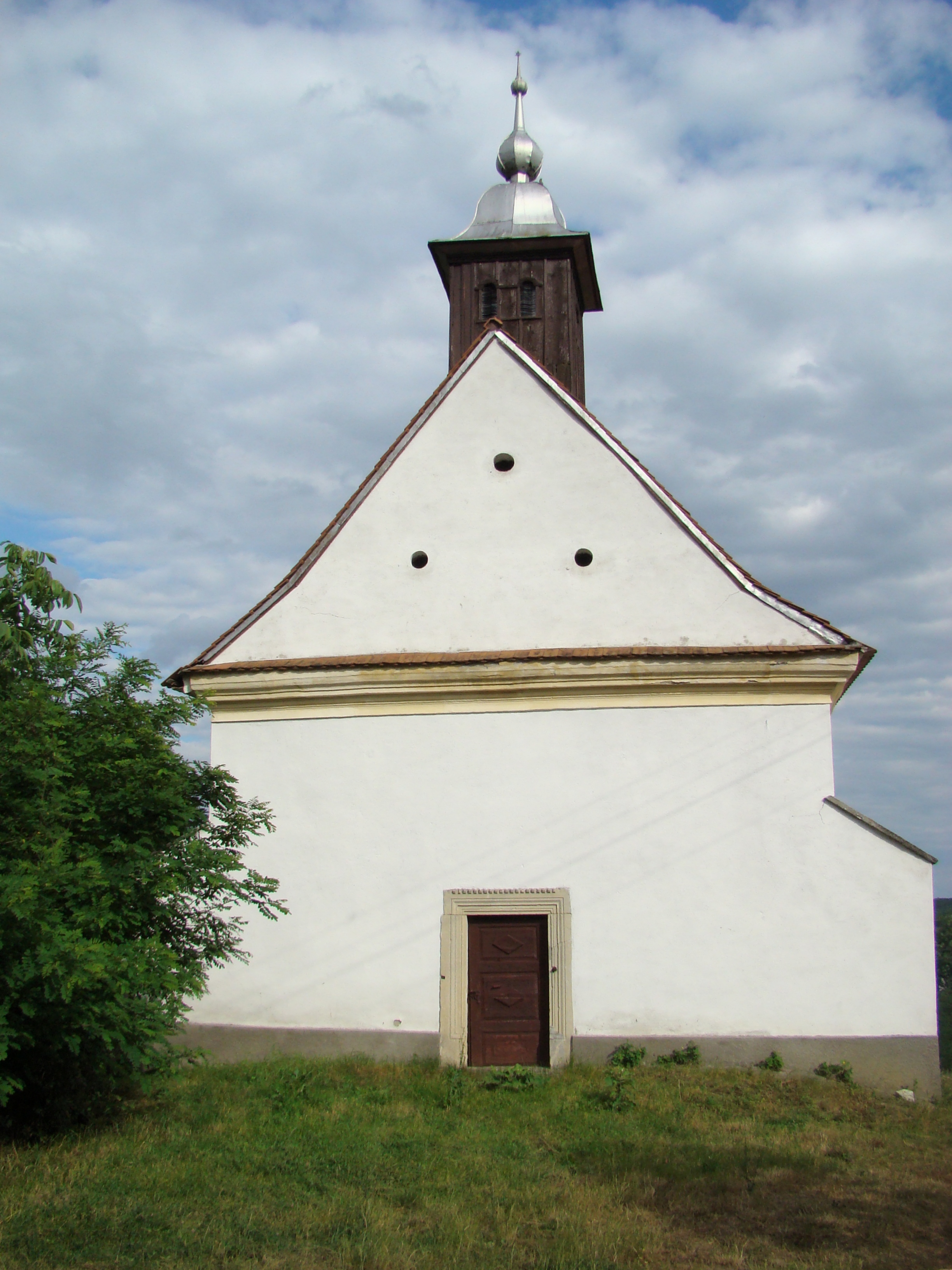
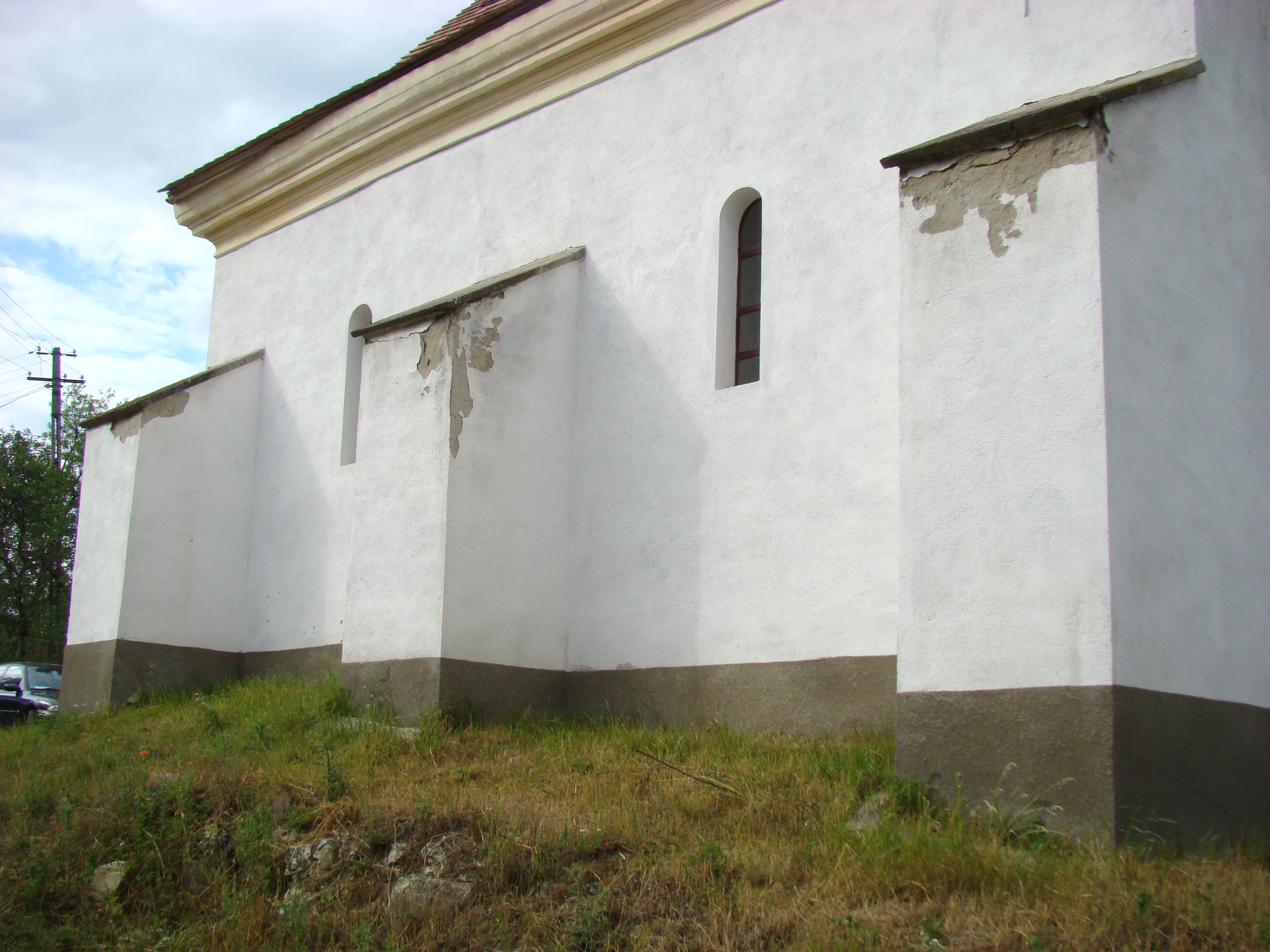
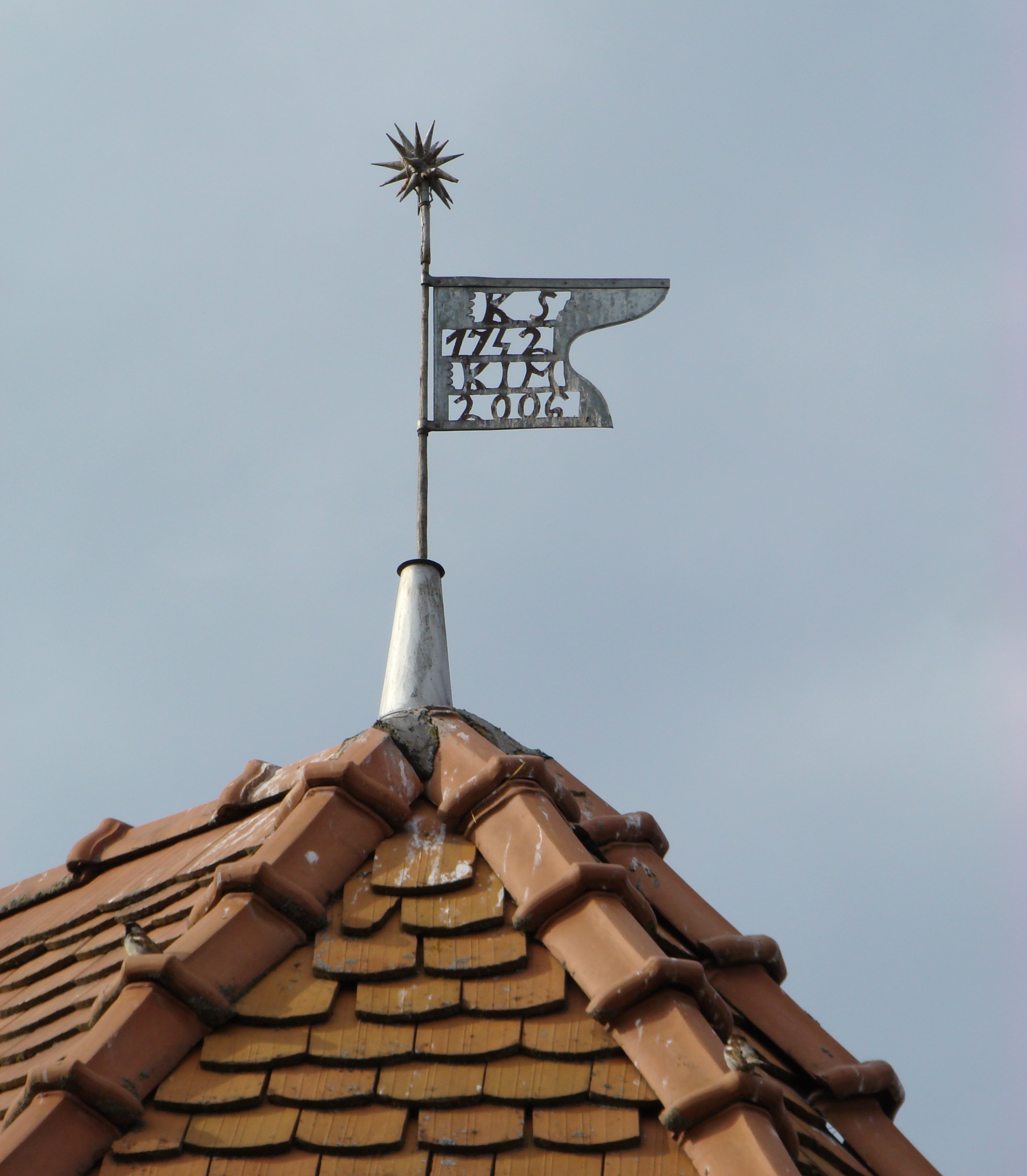
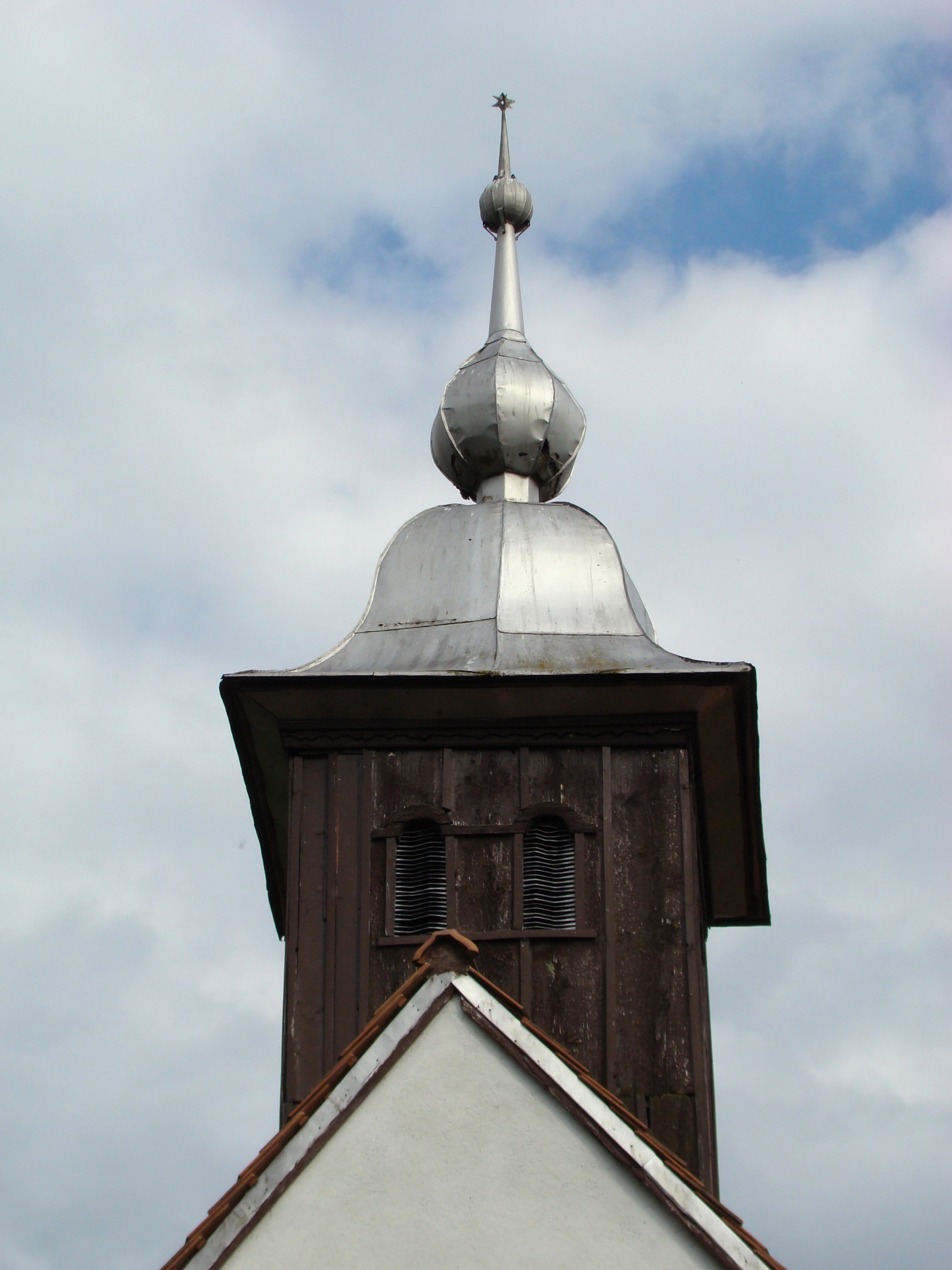
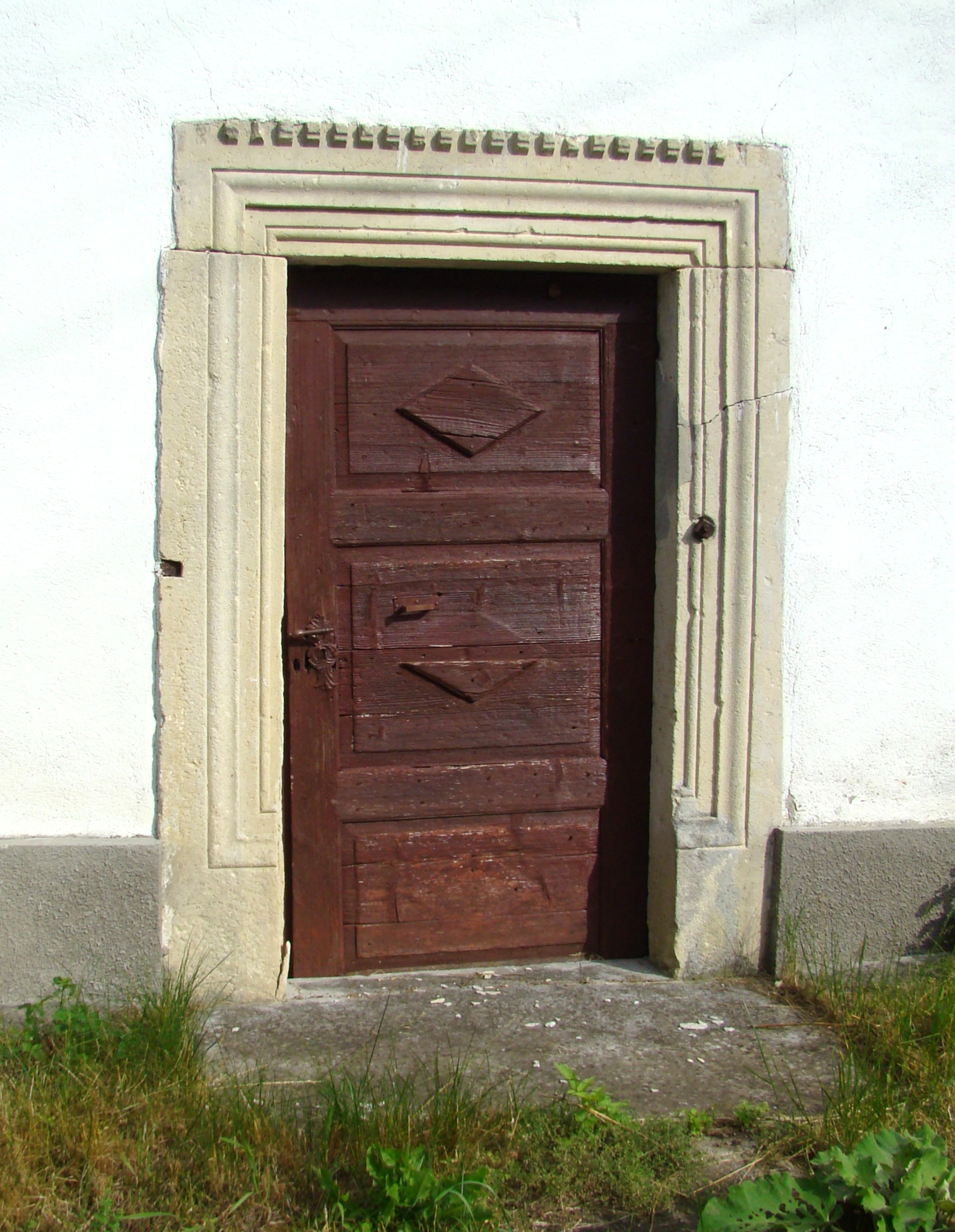
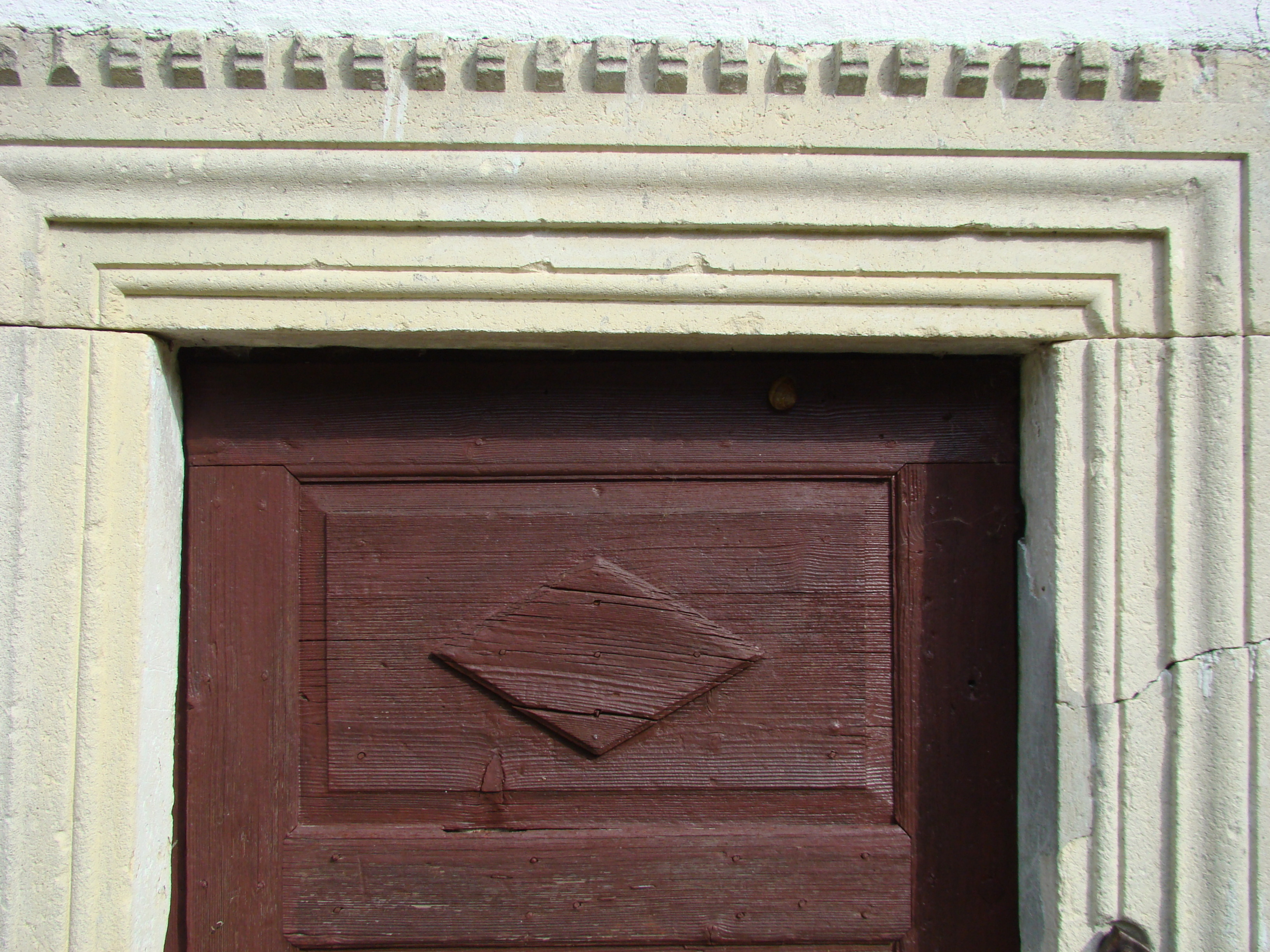
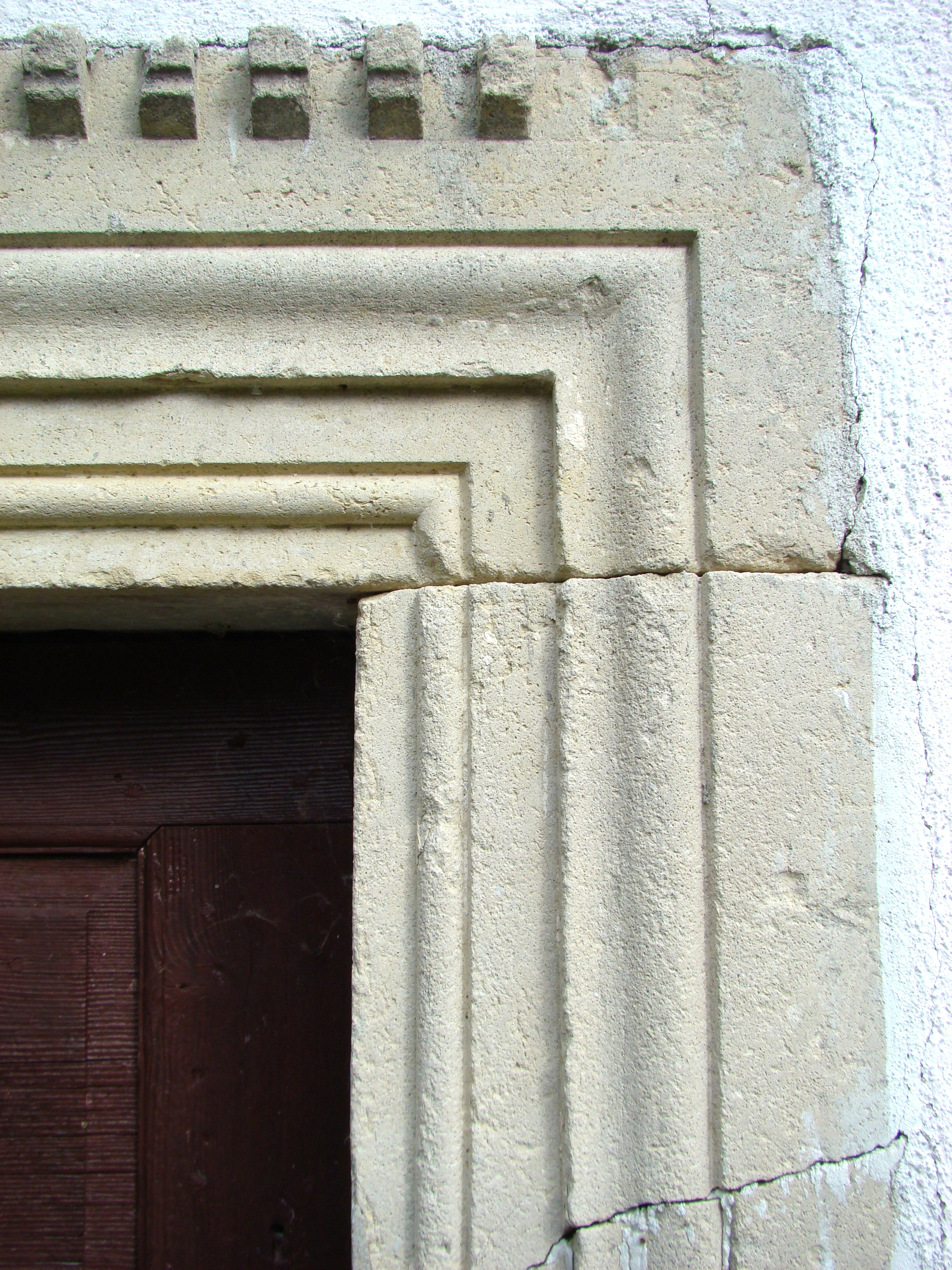
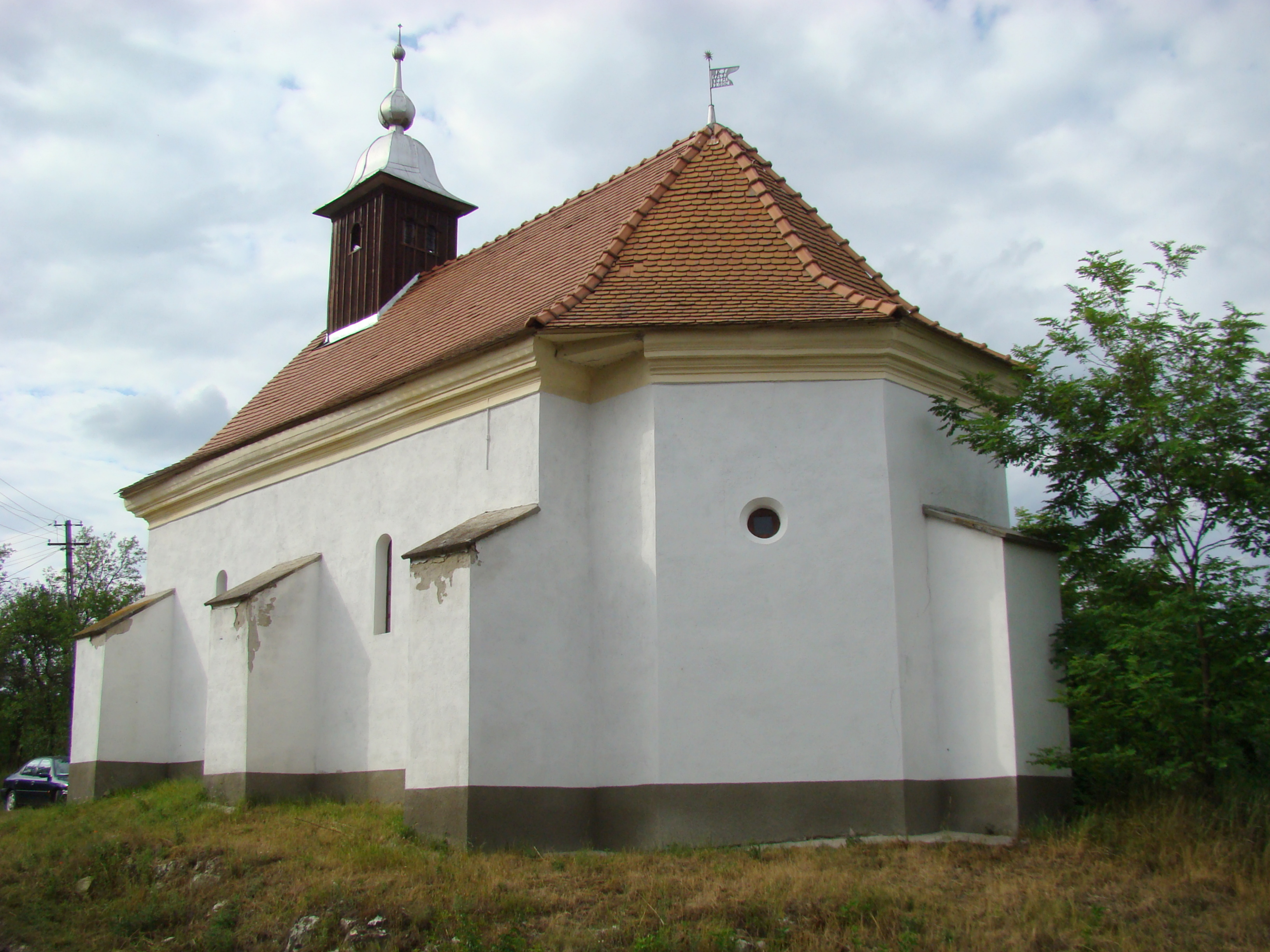
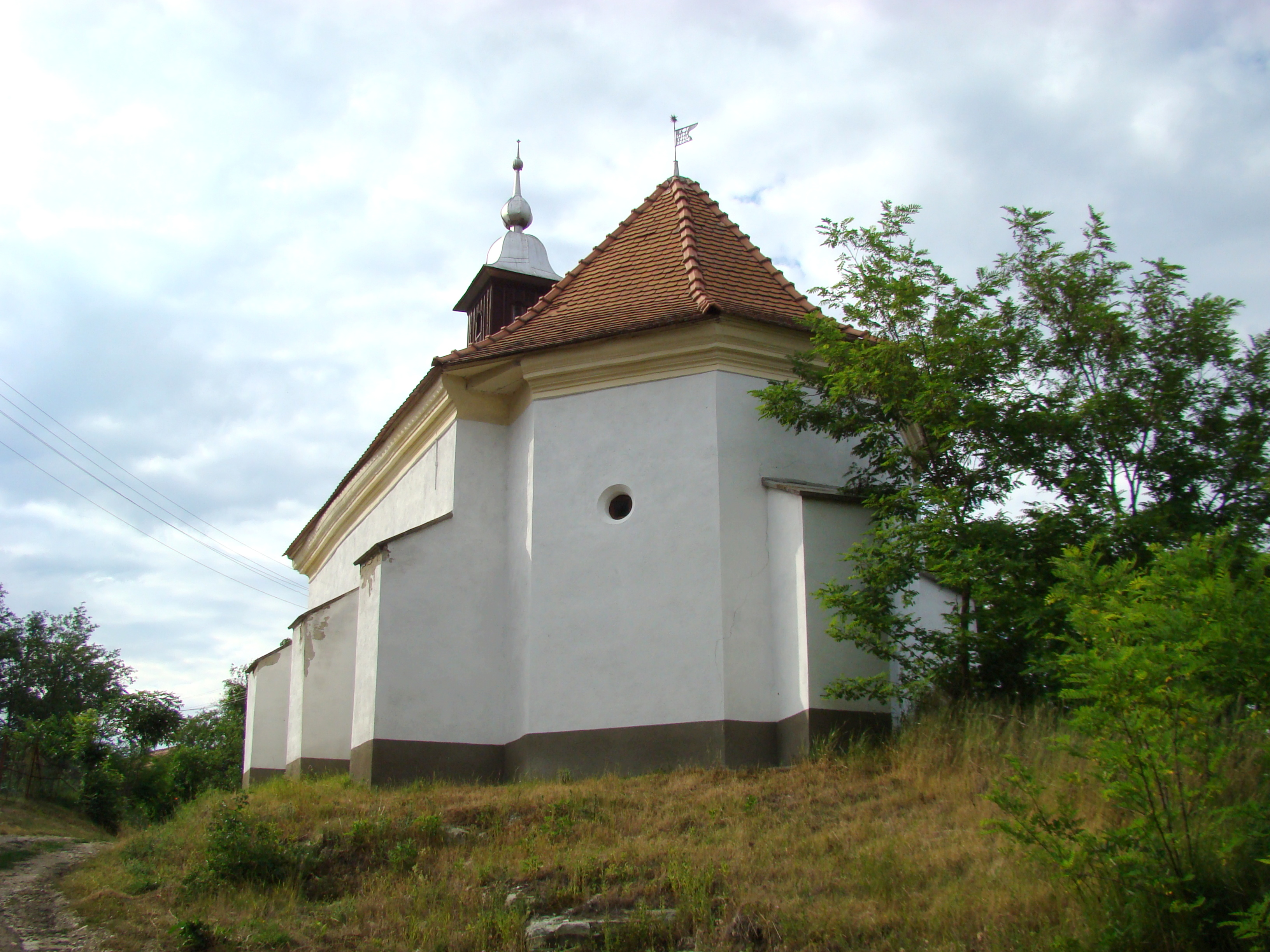
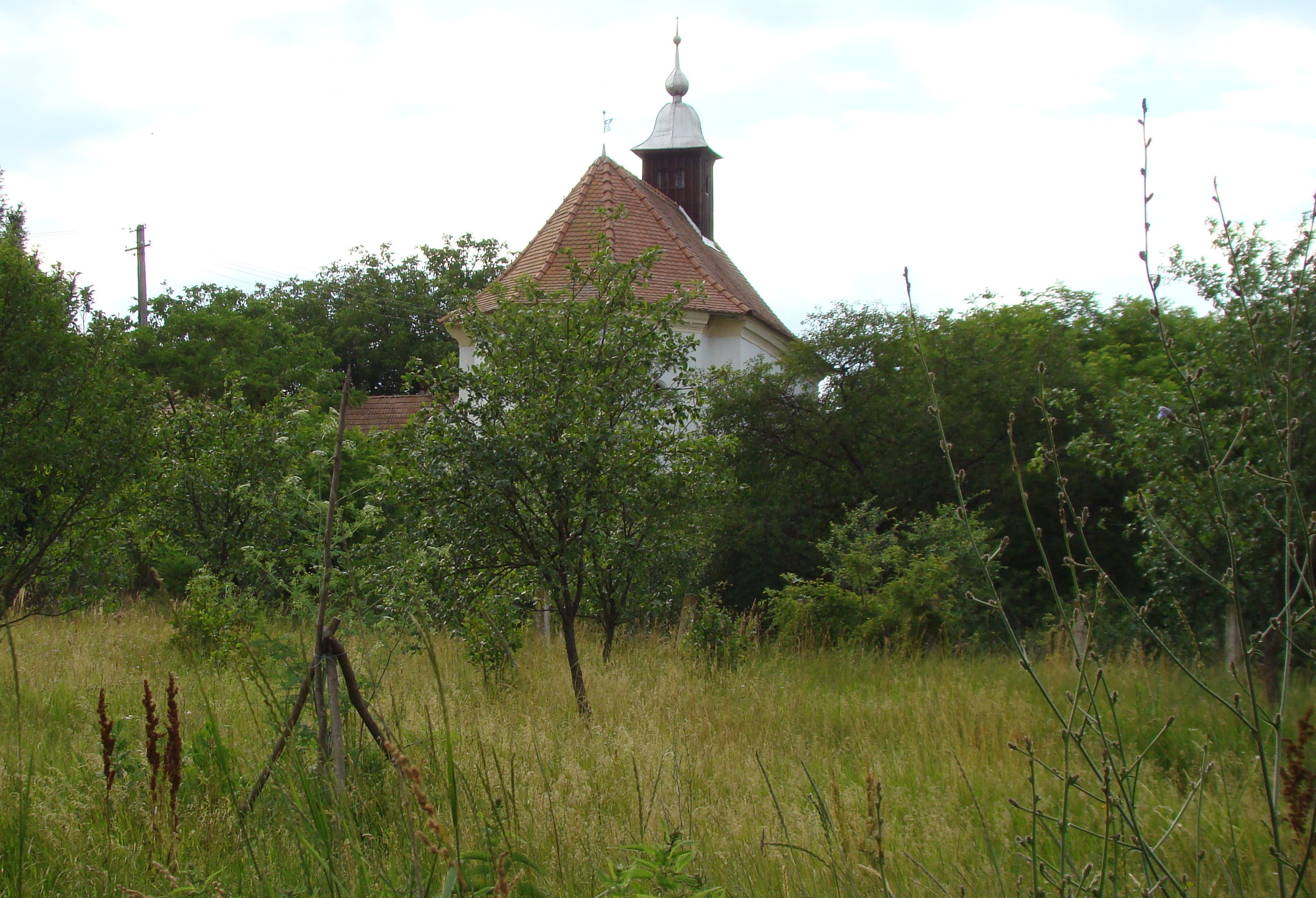

## Vezi și
- Dăbâca, Cluj